# Hanggu-guyŏk
Hanggu-guyŏk (koreanska: 항구구역) är en kommun i Nordkorea.   Den ligger i provinsen Södra P'yŏngan, i den sydvästra delen av landet, 40 km sydväst om huvudstaden Pyongyang.